# Stefan Pfannmöller
Stefan Pfannmöller (n. 4 decembrie 1980, Halle (Saale), RDG) este un canoist ce a reprezentat Germania, medaliat olimpic. A participat la 2 ediții ale Jocurilor Olimpice (2000, 2004) în care a câștigat o medalie de bronz.